# Mireia Vives Vera
Mireia Vives Vera   (Llíria, 16 de juliol de 1981) és una cantant valenciana.

## Trajectòria
Vives va començar la seua carrera musical amb Bakanal i continuà amb el grup de música rap Rapsodes. També ha estat una de les components del conjunt artístic Ovidi4 i conforma un duet musical amb el guitarrista Borja Penalba.

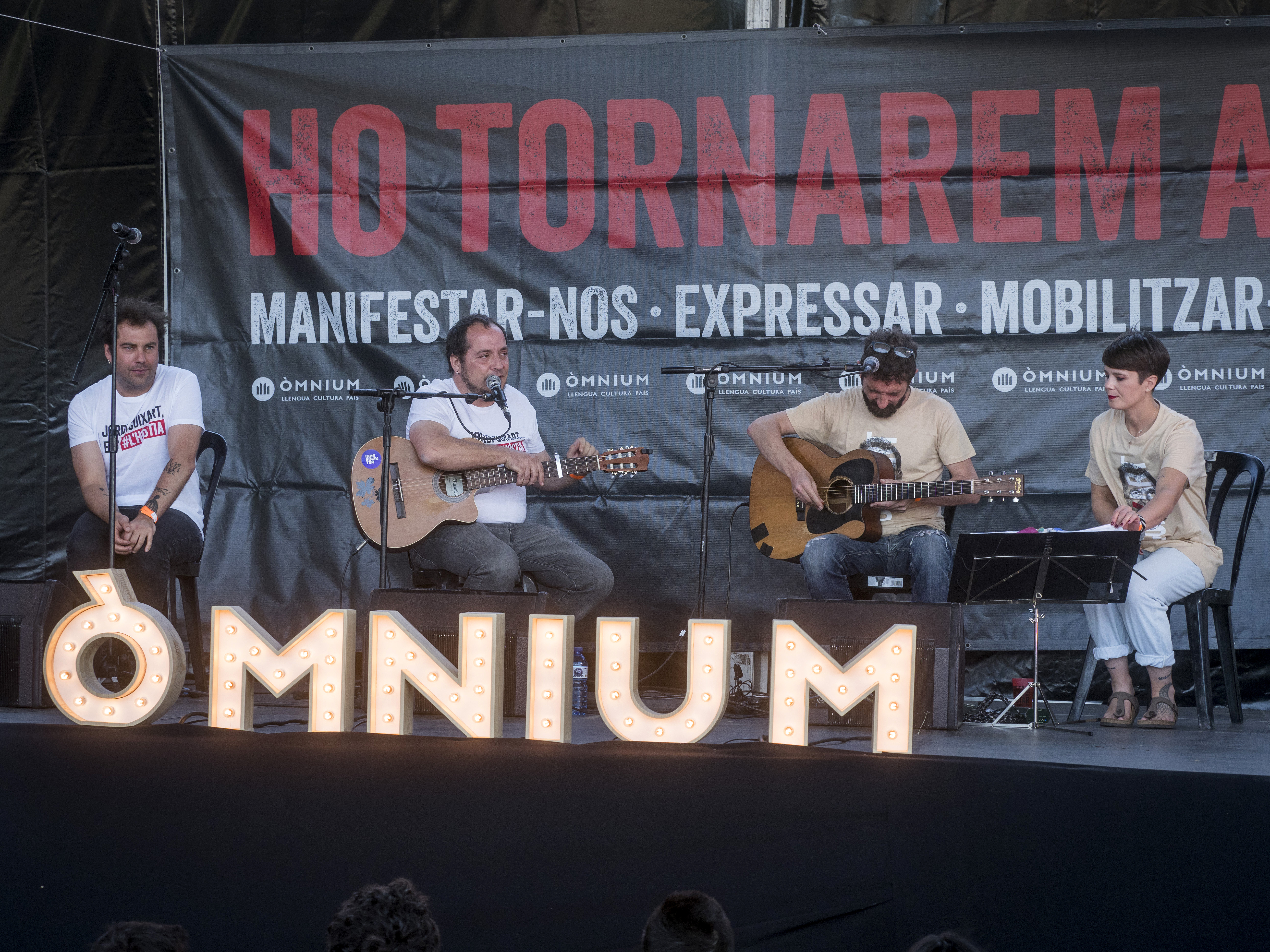
Ovidi4, el quartet format per David Caño, David Fernández, Borja Penalba i Mireia Vives.

L'any 2016, L'amor fora de mapa fou el primer disc conjunt de Mireia Vives i Borja Penalba i la referència número 100 del segell discogràfic Mésdemil. Mentre treballaven en temes propis, van rebre la proposta de l'escriptor Roc Casagran i es van llençar a musicar-ne els poemes, emocionats pel potencial i la força dels versos que apareixen en el seu llibre homònim.
L'any 2017, Vives i Penalba publicaren el seu segon disc, Línies en el cel elèctric, plantejat com un conjunt d'illes-cançó i un homenatge als paisatges i les persones que conformen l'univers del duet. Fruit d'aquest treball, crearen, conjuntament amb el poeta David Caño, l'espectacle escènic Nictàlgia en el cel elèctric.
Cançons de fer camí, publicat l'any 2019, fou el tercer disc del duet valencià, format per 19 cançons entre originals, poemes musicats –conté versos de Maria Mercè Marçal, Montserrat Roig, Joan Salvat-Papasseit i Joan Fuster– i versions de referents musicals. Cançons de fer camí és un disc total en el qual es fusionen la poesia, la música i la il·lustració. L'elapé es va produir gràcies a una campanya de micromecenatge que duplicà amb escreix el seu objectiu inicial.

## Discografia
Amb Bakanal
- La Safor és amor (autoedició, 2000)
- Tot per l'aire (Mésdemil, 2007)

Amb Rapsodes
- Contes per versos (Mésdemil, 2008)
- Ouiea (Mésdemil, 2011)[7]

Amb Borja Penalba
- L'amor fora de mapa (Mésdemil, 2016)
- Línies en el cel elèctric (Mésdemil, 2017)
- Cançons de fer camí (Bureo Músiques, 2019)[8]

Amb Ovidi4
- L'Ovidi se'n va a la Beckett (Sembra Llibres i Propaganda pel fet!, 2021)[9]